# Christian Leblanc
 (septembre 2022).
Si vous disposez d'ouvrages ou d'articles de référence ou si vous connaissez des sites web de qualité traitant du thème abordé ici, merci de compléter l'article en donnant les références utiles à sa vérifiabilité et en les liant à la section « Notes et références ».
Ne doit pas être confondu avec Christian LeBlanc.
Pour les articles homonymes, voir Leblanc.
Christian Leblanc, né à Vincennes le 7 mai 1948, est un égyptologue français. Il est directeur de recherche émérite au CNRS et responsable de la Mission Archéologique Française de Thèbes-Ouest (MAFTO-ASR en partenariat avec l'UMR 8220 CNRS-LAMS Sorbonne-Université et le CEDAE, Ministère égyptien du Tourisme et des Antiquités).

## Biographie
Christian Leblanc est diplômé de l’École du Louvre, ancien élève titulaire en philologie de la IVe section de l'EPHE Sorbonne (1971-1973, dir. Jacques-Jean Clère), docteur de troisième cycle en égyptologie (1978) et docteur d'État ès-lettres et sciences humaines de l'université Lyon 2 (1987).
Titulaire d'une licence en histoire, puis d'une maîtrise en histoire ancienne dirigée par Claude Mossé (Bilan des recherches sur l'esclavage dans l'Égypte gréco-romaine), il soutient deux thèses de doctorat, l'une de troisième cycle sous la direction de Paul Barguet (Les piliers osiriaques : une matérialisation du renouvellement royal à travers la statuaire monumentale), l'autre de doctorat d'État sous la direction de Jean-Claude Goyon (Ta Set Neferou. Une nécropole de Thèbes-Ouest et son histoire).

### Travaux
Après avoir durant une vingtaine d'années, exploré la vallée des Reines aux côtés de Christiane Desroches Noblecourt, Christian Leblanc coordonne en coopération avec le Conseil suprême des Antiquités égyptiennes (CSA), les recherches et les travaux de restauration entrepris dans le temple de millions d'années et dans la tombe de Ramsès II, situés dans la nécropole thébaine, sur la rive ouest du Nil, face à Louxor. Outre son remarquable essai de restitution de l'histoire de la vallée des Reines, ses recherches ont été à l'origine de l'identification de plusieurs tombes dans cette nécropole, dont celles de Hénouttaouy (QV73) et de Hénoutmirê (QV75), épouses de Ramsès II, et des princes Baki, Minemhat et Amenhotep de la XVIIIe dynastie (QV72 et QV82). C'est à lui que l'on doit également l'aménagement et la valorisation de la vallée des Reines, après la pluie torrentielle qui s'est abattue sur Louxor le 2 novembre 1994. Au Ramesséum, il a pu mettre au jour plusieurs dépendances du temple, notamment les cuisines et boulangeries, la « maison de vie » (institution d'enseignement), les bureaux de l'économat et, plus récemment, le palais royal attenant à la première cour. En revalorisant leur vocation religieuse, mais aussi administrative et économique, c'est à lui que l'on doit notamment une nouvelle approche des temples de millions d'années interprétés jusqu'ici comme des temples simplement à caractère funéraire. 
Dans la vallée des Rois, lors du dégagement de la tombe de Ramsès II (KV7) qu'il entreprend de 1993 à 2000, il a pu retrouver les vestiges d'un des sarcophages du roi. Fracassé lors des pillages de la fin de l'époque ramesside, ce monument en calcite était décoré du Livre des Portes, comme celui de Séthi Ier. Au cours de ses recherches, il a pu également identifier tout le programme iconographique de la tombe (recueils funéraires et scènes de culte). De 2001 à 2020, Christian Leblanc dirige encore plusieurs campagnes en vue d'assurer le confortement de la tombe et d'entreprendre les premières mesures de restauration. C'est à cette occasion qu'un relevé systématique de toutes les parois est effectué, consignant notamment les défaillances de la structure architecturale et l'état de conservation des reliefs.       
Historien de formation, il étudie la société thébaine du Nouvel Empire et les familles royales. Il a notamment consacré plusieurs études aux familles de Ramsès II et de Ramsès III. En complément de la carte archéologique de Thèbes-Ouest en préparation, il a aussi publié, en 2022, un ouvrage (Le Bel Occident de Thèbes) sur la toponymie de la rive gauche de Louxor, depuis l'époque pharaonique jusqu'aux temps modernes.    
Christian Leblanc est le fondateur de l'Association pour la Sauvegarde du Ramesseum (ASR) et le directeur-éditeur de la publication Memnonia (bulletin annuel d'archéologie et d'histoire thébaines : trente-quatre volumes parus entre 1991 et 2025). En 2006, il crée aussi une collection de miniguides bilingues (français/arabe et anglais/arabe), À la découverte de notre patrimoine, destinée au public scolaire (dix-neuf titres déjà édités sur les sites archéologiques, les musées, les coutumes et traditions).   
Il a occupé la charge de responsable de l'Équipe de Recherche Associée (ERA 439) convertie en Unité de Recherche Associée (URA 1064) au CNRS de 1983 à 2002, celle d'expert de l'UNESCO dans le cadre de la sauvegarde de Carthage-Tunis (1975), puis d'expert-consultant du Getty Conservation Institute (en) lors de la restauration de la tombe de Néfertari (1986-1992). De 1981 à 1983, il a également participé aux fouilles conduites par le Musée du Louvre sur le site de Tôd-Salamia, au sud de Louxor (temple de Montou et quartier nord). Nommé chargé de mission au Département des antiquités égyptiennes du musée du Louvre de 1980 à 1995, il a enseigné à l'école du Louvre (cours d'archéologie égyptienne, de 1991 à 1996) et assuré des conférences pour les universités égyptiennes de Helwan, de Menoufiya (Sadat City), de Benha et de Mansourah.
En France (université de Lyon II, Sorbonne, EPHE, École du Louvre, EHESS de Toulouse) et en Égypte (universités de Helwan, du Canal de Suez, de Mansoura et de Louxor, université Senghor, Alexandrie), il a co-dirigé ou participé aux jurys d'une trentaine de thèses de doctorats, DEA, maîtrises ou masters en égyptologie.
Membre élu à titre étranger de l'Institut d'Égypte (depuis 1991), membre de l'Association internationale des égyptologues et de la Société française d'égyptologie, il est également conseiller scientifique permanent auprès du Centre d'Étude et de Documentation sur l'Ancienne Égypte (CEDAE, Ministère du Tourisme et des Antiquités de l'Égypte).  
Il a été honoré en Égypte par le Conseil Suprême de la Culture le 19 mai 2016, pour ses recherches, ses études et ses découvertes dans le domaine de l'égyptologie et de l'archéologie depuis plus de quarante ans.

## Distinctions
- Chevalier de l'Ordre des Arts et des Lettres
- Chevalier de l'Ordre national du Mérite

## Publications
- Graffiti de la Montagne thébaine, vol. I-4. La Vallée des Pélerins d'Espagne et compléments aux secteurs [A] [B] et [C]. Nouvelles observations à la frange du Sahara thébain, [collaboration]. Collection Scientifique du Centre d'Étude et de Documentation sur l'Ancienne Égypte. Le Caire, 1973
- Le grand temple d'Abou Simbel. Les salles sud du Trésor, Volume III. Fascicules 1-2. Études architecturale et archéologique ; relevés épigraphiques ; planches, dessins et indices.(en coll. avec S. Donadoni, H. El-Achirie et F. Abdel Hamid). Collection scientifique du CEDAE. Le Caire, 1975.
- Le temple de Dandour. Planches photographiques et indices, Volume III (en coll. avec F. Ibrahim). Collection scientifique du CEDAE, Le Caire, 1975.
- Ramsès le Grand (collaboration au catalogue de l'exposition réalisée aux galeries nationales du Grand Palais). Les Presses artistiques, Paris, 1976.
- Le Ramesseum. Les batailles de Tounip et de Dapour, Volume IV (en coll. avec A. Abdel Hamid Youssef et M. Maher-Taha). Collection scientifique du CEDAE, Le Caire, 1977.
- Le temple de Dandour. Dessins et table de concordances, Volume II (en coll. avec M. Aly et F. Abdel Hamid). Collection scientifique du CEDAE, Le Caire, 1979.
- Le Ramesseum. Les piliers osiriaques des deux cours, Volume IX-1. Collection scientifique du CEDAE, Le Caire, 1980.
- Le Ramesseum. Les piliers osiriaques des deux cours, Volume IX-2 (en coll. avec S. El-Sayed Ismaïl). Collection scientifique du CEDAE, Le Caire, 1988.
- Ta Set Neferou. Une nécropole de Thèbes-Ouest et son histoire, I, Éditions Nubar Printing House, Le Caire, 1989.
- Art and Eternity. The Nefertari Wall Paintings Conservation Project, 1986-1992 (contribution à l'ouvrage), Getty Trust Publications, Santa Monica, 1993.
- Nefertari e la Valle delle Regine (en coll. avec A. Siliotti). Giunti Gruppo Editoriale. Florence, 1993. Réédition (1997). Édition parue également en langue allemande : Nefertari Ausgrabungen im Tal der Königinnen, Augsburg, Bechtermünz, 1998.
- Les monuments d'éternité de Ramsès II. Nouvelles fouilles thébaines, Réunion des musées nationaux, Paris, 1999,  (ISBN 978-2711838318).
- Nefertari, « l'aimée-de-Mout ». Épouses, filles et fils de Ramsès II, Éditions du Rocher, Monaco, 1999  (ISBN 2-268-02947-6). Édition parue également en langue arabe.
- Encyclopedia of Archaeology of Ancient Egypt (collaboration), Garland Publishing, London, 1999.
- The Treasures of the Valley of the Kings. Tombs and Temples of the Theban West Bank in Luxor, K. Weeks ed., (plusieurs chapitres), Éditions White Star, Vercelli, 2001.
- Ta Set Neferou. Une nécropole de Thèbes-Ouest et son histoire, V. Introduction (Momification, chimie des baumes, anthropologie, paléopathologie), Dar Namatallah Press, Le Caire, 2002.  (ISBN 2-9504365-5-2).
- Parfums, onguents et cosmétiques dans l'Égypte ancienne (éditeur). Actes des rencontres pluridisciplinaires tenues au Conseil National de la Culture (27-29 avril 2002), Cahier supplémentaire des Memnonia, I, Le Caire, 2003.
- Pharaon (collaboration au catalogue de l'exposition réalisée à l'Institut du monde arabe), Éditions Flammarion, Paris, 2004.
- L'expédition franco-toscane et la naissance de l'égyptologie italienne, Introduction (avec A. Sesana) à la réédition d'Ippolito Rosellini, Monuments de l'Égypte et de la Nubie, Éd. Bibliothèque des Introuvables, Paris, 2004.
- Treasures of Egypt and Nubia. Drawings from the French-Tuscan Expedition of 1828 led by Jean-François Champollion and Ippolito Rosellini, Kent : Grange Books, 2006.
- À la découverte de notre patrimoine. Le Ramesseum, Miniguide culturel et éducatif français-arabe, Éditions Abbas Khalil/Lumina, Le Caire, 2006, (Réédition 2013).
- À la découverte de notre patrimoine. La Vallée des Rois, Miniguide culturel et éducatif français-arabe. Éditions Abbas Khalil/Lumina, Le Caire, 2007.
- À la découverte de notre patrimoine. La Vallée des Reines et des enfants royaux, Miniguide culturel et éducatif français-arabe, Éditions Abbas Khalil/Lumina, Le Caire, 2008.
- À la découverte de notre patrimoine. Le musée régional de Louqsor, Miniguide culturel et éducatif français-arabe, Éditions Abbas Khalil/Lumina, Le Caire, 2009.
- À la découverte de notre patrimoine. Le musée des antiquités pharaoniques du Caire, Miniguide culturel et éducatif français-arabe, Éditions Abbas Khalil/Lumina, Le Caire, 2009.
- Reines du Nil au Nouvel Empire, Bibliothèque des Introuvables, Paris, 2009,  (ISBN 978-2845753075)
- Les temples de millions d'années et le pouvoir royal à Thèbes au Nouvel Empire. Sciences et nouvelles technologies appliquées à l'archéologie (éditeur avec G. Zaki), Actes du colloque international tenu à la Bibliothèque Moubarak à Louxor (3-5 janvier 2010), Cahier supplémentaire des Memnonia, II, Le Caire, 2010,  (ISSN 1110-4910).
- La Mémoire de Thèbes. Fragments d'Égypte d'hier et d'aujourd'hui, Préface par Aly El-Samman, Éditions L'Harmattan, Paris, 2015,  (ISBN 978-2-343-06864-0).
- À la découverte de notre patrimoine. À l'école des scribes au temps des pharaons, Miniguide culturel et éducatif français-arabe, Éditions Printograph/Ossama Khairy Ragheb, Le Caire, 2015.
- 25 années de coopération franco-égyptienne en archéologie au Ramesseum, Catalogue trilingue de l'exposition présentée au musée de Louxor (4 novembre-4 décembre 2016), Ouvrage collectif, Presses du Ministère des Antiquités de l'Égypte, Le Caire, 2016,  (ISBN 978-977-6420-21-2).
- Dominique Vivant Denon dans le sillage de Bonaparte en Égypte, Introduction illustrée à la réédition des planches de D.V. Denon, Voyage dans la Basse et la Haute Égypte pendant les campagnes du général Bonaparte. Éd. Link Press, Dar el-Kutub, Le Caire, 2016.
- Répertoire documentaire des tombes thébaines. Nécropoles royales, tome I. Vallée des Reines, Ed. Ministère des Antiquités de l'Égypte/Centre d'Étude et de Documentation sur l'Ancienne Égypte, Le Caire, 2016-2017, (ISBN 978-977-6420-24-3).
- À la découverte de notre patrimoine. L'agriculture dans l'ancienne Égypte, Miniguide culturel et éducatif français-arabe, Éditions Printograph/Ossama Khairy Ragheb, Le Caire, 2017.
- Ramsès II et le Ramesseum. De la splendeur au déclin d'un temple de millions d'années, Éditions L'Harmattan, Paris, 2019,  (ISBN 978-2-343-17322-1).
- Le grand temple d'Abou Simbel. Les salles nord du Trésor. Description archéologique et textes hiéroglyphiques (en coll. avec H. Elleithy et alii), Collection scientifique du CEDAE, éd. Ministère du Tourisme et des Antiquités de l'Égypte, Le Caire, 2020.
- Le Bel Occident de Thèbes (Imentet Neferet) de l'époque pharaonique aux temps modernes. Une histoire révélée par la toponymie, Préface Bernard Mathieu, Éditions L'Harmattan, Coll. Historiques, Paris, 2022,  (ISBN 978-2-343-25742-6).
- Le grand temple d'Abou Simbel. Les piliers osiriaques de la salle [F]. Description archéologique (avec la coll. de H. Elleithy). Collection scientifique du CEDAE, éd. Ministère du Tourisme et des Antiquités, Le Caire, 2022,  (ISBN 978-977-6420-54-0).

Outre ces ouvrages, Christian Leblanc est l'auteur de nombreuses contributions scientifiques parues dans plusieurs périodiques égyptologiques :Bulletin de l'Institut Français d'Archéologie Orientale, Revue d'Égyptologie, Annales du Service des Antiquités de l'Égypte, Mitteilungen des Deutschen Archäologischen Instituts, Cahiers de Karnak, Memnonia, etc.
- Autres publications :
- Le Ramesseum. Secteur sud-est (STO). L'école du temple (avec la coll. de Chr. Barbotin). Cahier supplémentaire des Memnonia, n° 3, Le Caire, 2023.
- Regards croisés sur la civilisation égyptienne. Pages choisies d'archéologie et d'histoire. L'Harmattan, Paris, 2024  (ISBN 978-2-336-47778-7).